# Хосе Амальфитани (стадион)
Хосе Амальфитани, либо неофициально Эль Форти́н, либо просто Стадион Велес Сарсфилд (исп. Estadio José Amalfitani; El Fortín; Estadio Vélez Sarsfield) — стадион футбольного клуба «Велес Сарсфилд» и сборной Аргентины по регби в Буэнос-Айресе.

## История
Арена находится в округе Линиерс по адресу Avenida Juan B. Justo 9200.
В прошлом у «Велеса» существовал свой небольшой стадион в Вилья-Луго, который получил прозвище «Форт» (Fortín). В 1932 году журналист Уго Марини опубликовал статью, где и назвал стадион «Велеса» «крепостью», неприступной для соперников. В 1934—1935 годах на старой арене был установлен рекорд в 24 домашних матчах без поражений. Этот рекорд был побит уже на новом стадионе — 28 игр (1967—1969).
В 1943 году руководство клуба, мэрии города и Западной железной дороги Аргентины согласовали проект строительства арены, она должна была располагаться неподалёку от того места, где и старый «Форт». Строительство проходило с 1947 по 1951 год.
Стадион был построен в 1947—1951 годах. 22 апреля 1951 года Эль Фортин был открыт игрой «Велеса» с «Ураканом» (2:0). Автор первых голов — Рауль Наполи.
7 декабря 1968 года Эль Фортину было дано имя Хосе Амальфитани, в честь выдающего бывшего президента клуба. В 1969 году появилось электрическое освещение. В рамках подготовки к чемпионату мира 1978 года был реконструирован.
На Хосе Амальфитани проводит матчи сборная Аргентины по регби.
На стадионе часто проводятся концерты известных исполнителей. Среди них Iron Maiden, Guns N' Roses, Луис Мигель, Xuxa, The Killers, INXS, Red Hot Chili Peppers, Erasure, Roxette, Шерил Кроу, Nirvana, The Ramones, The B-52's, Нина Хаген, Depeche Mode, Travis, Starsailor, Helloween, Aerosmith, Queen, Metallica, Slayer, Эрик Клэптон, Уитни Хьюстон, Род Стюарт, Боб Дилан, Matisyahu, Питер Гэбриэл, Soda Stereo, Motorhead, UB40 и другие. 10 апреля 1987 года здесь провёл свою мессу Папа Римский Иоанн Павел II.

### Финалы крупных турниров
- Кубок Либертадорес 1994
- Суперкубок Либертадорес 1996